# Tournoi d'échecs de Tilburg
Le tournoi de Tilburg est un tournoi d'échecs organisé pendant l'automne à Tilbourg de 1977 à 1998. De 1977 à 1994, il était sponsorisé par la société d'assurances Interpolis, puis de 1996 à 1998 par l'institut d'éducation privé Fontys.

## Multiples vainqueurs
Le tournoi de Tilburg a été remporté sept fois par Anatoli Karpov (en 1977, 1979, 1980, 1982, 1983, 1988 et 1993) qui a également terminé troisième en 1986, quatrième en 1991, demi-finaliste en 1994 et sixième-septième en 1996.
Garry Kasparov a remporté trois fois le titre (en 1989, 1991 et 1997) et a terminé 6e-8e lors de sa première participation en 1981.
Aleksandr Beliavski et Anthony Miles ont remporté deux fois le tournoi.
Outre Karpov et Kasparov, le tournoi a invité de nombreux champions du monde :Vassily Smyslov (en 1979), Mikhaïl Tal (6e en 1960), Tigran Petrossian (deuxième en 1981), Boris Spassky (4e-5e en 1980), Vladimir Kramnik (vainqueur en 1997) et Viswanathan Anand (vainqueur en 1998).

## Palmarès

### 1977-1994: tournois sponsorisés par Interpolis
| Éd. | Année | Vainqueur(s)                                  | Deuxième(s)                                                       | Catégorie | Nombre de participants et format       | Notes |
| --- | ----- | --------------------------------------------- | ----------------------------------------------------------------- | --------- | -------------------------------------- | --- |
| 1   | 1977  | Anatoli Karpov                                | Anthony Miles                                                     | 14        | Tournoi toutes rondes, 12 joueurs      | 3e-6e : Hort, Timman, Kavalek et Hübner Victoire de Karpov avec 8 points sur 11                                                               |
| 2   | 1978  | Lajos Portisch                                | Jan Timman                                                        | 14        | Tournoi toutes rondes, 12 joueurs      | 3e-5e : Dzindzichashvili, Hübner et Miles Pendant le tournoi, Karpov disputait le championnat du monde.                                       |
| 3   | 1979  | Anatoli Karpov                                | Oleg Romanichine                                                  | 15        | Tournoi toutes rondes, 12 joueurs      | 3e : Portisch ; 4e : Sax Dernier du classement: Smyslov                                                                                       |
| 4   | 1980  | Anatoli Karpov                                | Lajos Portisch                                                    | 15        | Tournoi toutes rondes, 12 joueurs      | 3e : Timman 4e-5e : Sosonko et Spassky ; 6e : Tal                                                                                             |
| 5   | 1981  | Aleksandr Beliavski                           | Tigran Petrossian                                                 | 15        | Tournoi toutes rondes, 12 joueurs      | 3e-4e : Portisch et Timman |
| 6   | 1982  | Anatoli Karpov                                | Jan Timman                                                        | 14        | Tournoi toutes rondes, 12 joueurs      | 3e-4e : Andersson et Sosonko |
| 7   | 1983  | Anatoli Karpov                                | Ljubomir Ljubojević Lajos Portisch                                | 15        | Tournoi toutes rondes, 12 joueurs      | Les parties opposant les cinq premiers du classement furent nulles. Karpov finit 1er avec 3 victoires et 8 nulles. 4e-5e : Ribli et Beliavski |
| 8   | 1984  | Anthony Miles                                 | Robert Hübner Vladimir Toukmakov Zoltán Ribli Aleksandr Beliavski | 14        | Tournoi toutes rondes, 12 joueurs      | Tony Miles (8 points sur 11) finit avec 1,5 point d'avance sur les quatre poursuivants.                                                       |
| 9   | 1985  | Anthony Miles, Robert Hübner Viktor Kortchnoï |                                                                   | 15        | Tournoi à deux tours et 8 participants | 4e : Ljubojevic Première invitation de Viktor Kortchnoï. Souffrant, Tony Miles disputa le tournoi allongé sur une table de massage.           |
| 10  | 1986  | Aleksandr Beliavski                           | Ljubomir Ljubojević                                               | 15        | Tournoi à deux tours et 8 participants | 3e : Karpov ; 4e-6e : Miles, Portisch et Timman                                                                                               |
| 11  | 1987  | Jan Timman                                    | Predrag Nikolić Robert Hübner                                     | 15        | Tournoi à deux tours et 8 participants | 4e : Kortchnoï Onzième participation de Jan Timman                                                                                            |
| 12  | 1988  | Anatoli Karpov                                | Nigel Short                                                       | 15        | Tournoi à deux tours et 8 participants | Karpov marqua 10,5 points sur 14 et finit avec 2 points d'avance sur Short. 3e-5e : Hjartarson, Nikolic et Timman                             |
| 13  | 1989  | Garry Kasparov                                | Viktor Kortchnoï                                                  | 16        | Tournoi à deux tours et 8 participants | Kasparov marqua 12 points sur 14, avec une performance Elo de 2881 et 3,5 points d'avance sur Kortchnoï 3e-4e : Ljubojevic et Sax             |
| 14  | 1990  | Vassili Ivantchouk et Gata Kamsky             |                                                                   | 16        | Tournoi à deux tours et 8 participants | 3e : Guelfand ; 4e : Short |
| 15  | 1991  | Garry Kasparov                                | Nigel Short                                                       | 17        | Tournoi à deux tours et 8 participants | 3e : Anand ; 4e : Karpov |
| 16  | 1992  | Michael Adams                                 | Boris Guelfand (finaliste)                                        |           | 111 participants                       | Demi-finalistes : Kamsky et Smirine (tournoi à élimination directe)                                                                           |
| 17  | 1993  | Anatoli Karpov                                | Vassili Ivantchouk (finaliste)                                    |           | 112 participants                       | Demi-finalistes : Beliavski et Chirov |
| 18  | 1994  | Valeri Salov                                  | Ievgueni Bareïev (finaliste)                                      |           | 120 participants                       | Demi-finalistes : Ivantchouk et Karpov |

### 1996-1998: tournois sponsorisés par Fontys
| Édition Année | Édition Année | Vainqueur(s)                                   | Deuxième   | Troisième(s)                                       | Quatrième et cinquième                             | Sixième et septième                   | Catégorie | Nombre de participants et format         |
| ------------- | ------------- | ---------------------------------------------- | ---------- | -------------------------------------------------- | -------------------------------------------------- | ------------------------------------- | --------- | ---------------------------------------- |
| 19            | 1996          | Boris Guelfand Jeroen Piket                    |            | Alexeï Chirov                                      | Péter Lékó Loek van Wely                           | 6e-7e : Adams et Anatoli Karpov       | 16        | 12 participants (tournois toutes rondes) |
| 20            | 1997          | Peter Svidler, Garry Kasparov Vladimir Kramnik |            |                                                    | Péter Lékó Michael Adams                           | 6e : Judidt Polgar 7e : Alexeï Chirov | 17        | 12 participants (tournois toutes rondes) |
| 21            | 1998          | Viswanathan Anand                              | Péter Lékó | Matthew Sadler Vadim Zviaguintsev Vladimir Kramnik | Matthew Sadler Vadim Zviaguintsev Vladimir Kramnik | 6e-7e : Jeroen Piket et Michael Adams | 18        | 12 participants (tournois toutes rondes) |